# Dasybasis meridiana
Dasybasis meridiana är en tvåvingeart som först beskrevs av Camillo Rondani 1863.  Dasybasis meridiana ingår i släktet Dasybasis och familjen bromsar. Inga underarter finns listade i Catalogue of Life.